# District de Luwan
Le district de Luwan (chinois simplifié : 卢湾区 ; pinyin : lúwān qū) est une ancienne subdivision du centre de la municipalité de Shanghai en Chine.
Une partie de l'ancienne Concession française de Shanghai se trouvait sur son territoire. Certaines rues sont encore bordées de platanes importés de France il y a plus d'un siècle. On y trouve les résidences historiques de nombreux personnages célèbres, dont Sun Yat-sen, Mao Zedong et Zhou Enlai.
C'est un des districts qui forme Puxi, juste au centre de Shanghai. Les secteurs commerciaux, par exemple les restaurants, les magazines, les services, etc. sont très bien développés. On y trouve beaucoup de restaurants, hôtels et cinémas, ainsi que le Parc Fuxing
Le 8 juin 2012, le district de Luwan est fusionné avec le District de Huangpu (Shanghai)
Le district comporte un stade, appelé Stade de Luwan (卢湾区体育中心, « centre de sport de Luwan ») au 128 de la route Zhaojiabang.

### Lien externe

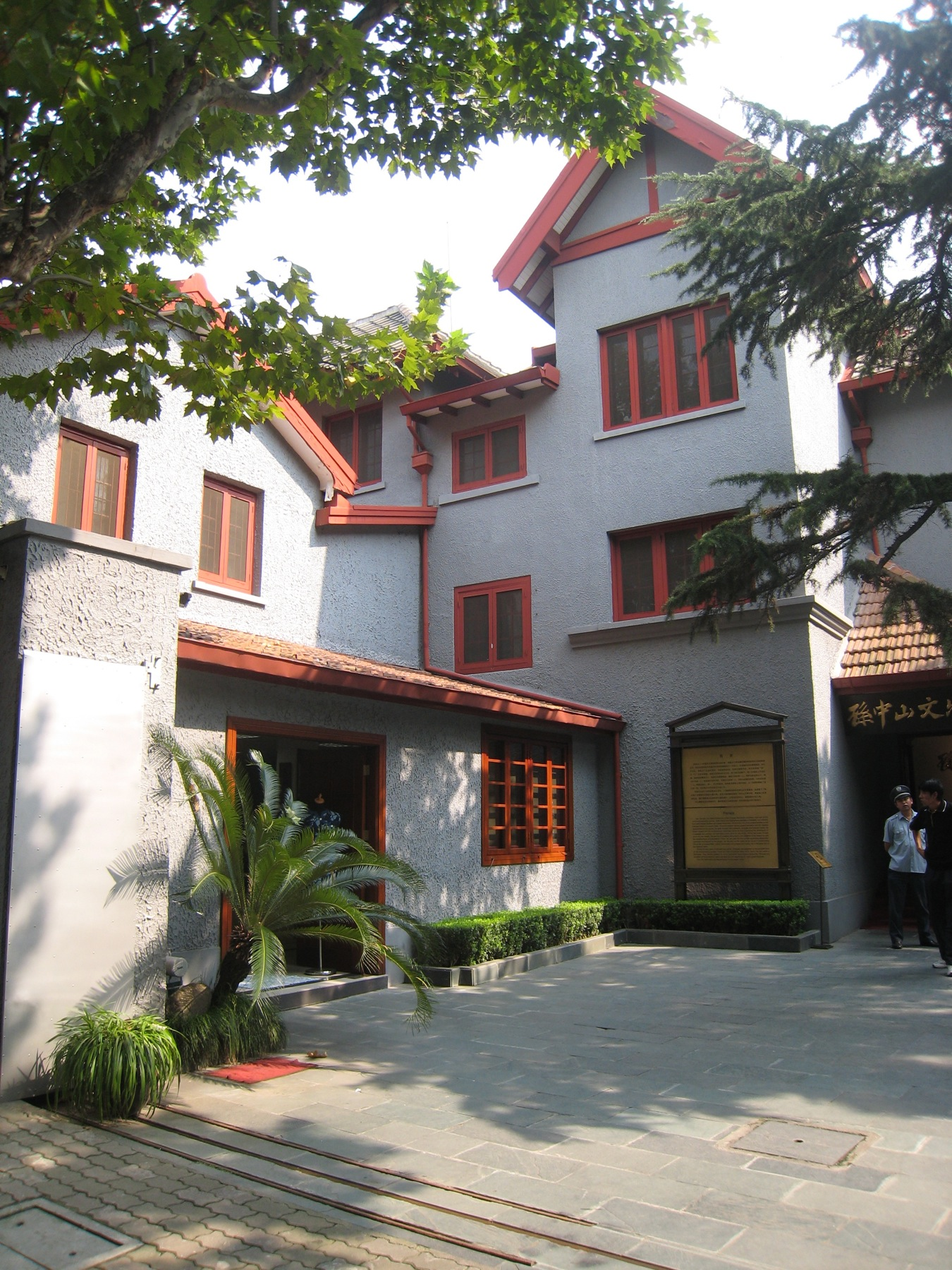
La maison de Sun Yat-sen